# Control de crucero adaptativo

Esquema de Control de Crucero Inteligente. El auto rojo mantiene una distancia de seguridad respecto del auto azul automáticamente.

El control de crucero adaptativo (en inglés: Adaptive Cruise Control, ACC) es un sistema de control de velocidad para automóviles que ajusta automáticamente la velocidad vehicular para mantener una distancia de seguridad de los vehículos de enfrente. También se le conoce como control de crucero inteligente o control de crucero dinámico entre otros nombres.
El control está basado en información sensorial de sensores a bordo. Dichos sistemas pueden usar un sensor de radar o láser o una configuración de cámara que le permiten al vehículo frenar cuando detecta al auto acerándose a otro vehículo más adelante, y acelerando cuando el tráfico lo permite.
La tecnología ACC es ampliamente considerada como un componente clave en las futuras generaciones de automóviles inteligentes. Impacta la seguridad del conductor y la conveniencia, de igual manera que incrementa la capacidad del camino al mantener una separación óptima entre vehículos y reduce los errores de conductor. Los vehículos con control de crucero autónomo se consideran un vehículo autónomo de Nivel 1, según la definición de la Sociedad de Ingenieros de Automoción. Cuando se combina con otra función de asistencia a la conducción como asistente de mantenimiento de carril, el vehículo se considera un vehículo autónomo de Nivel 2.
El control de crucero adaptativo no provee autonomía completa: el sistema únicamente provee algo de ayuda al conductor pero no ayuda a que el carro se conduzca por sí mismo.

## Tipos

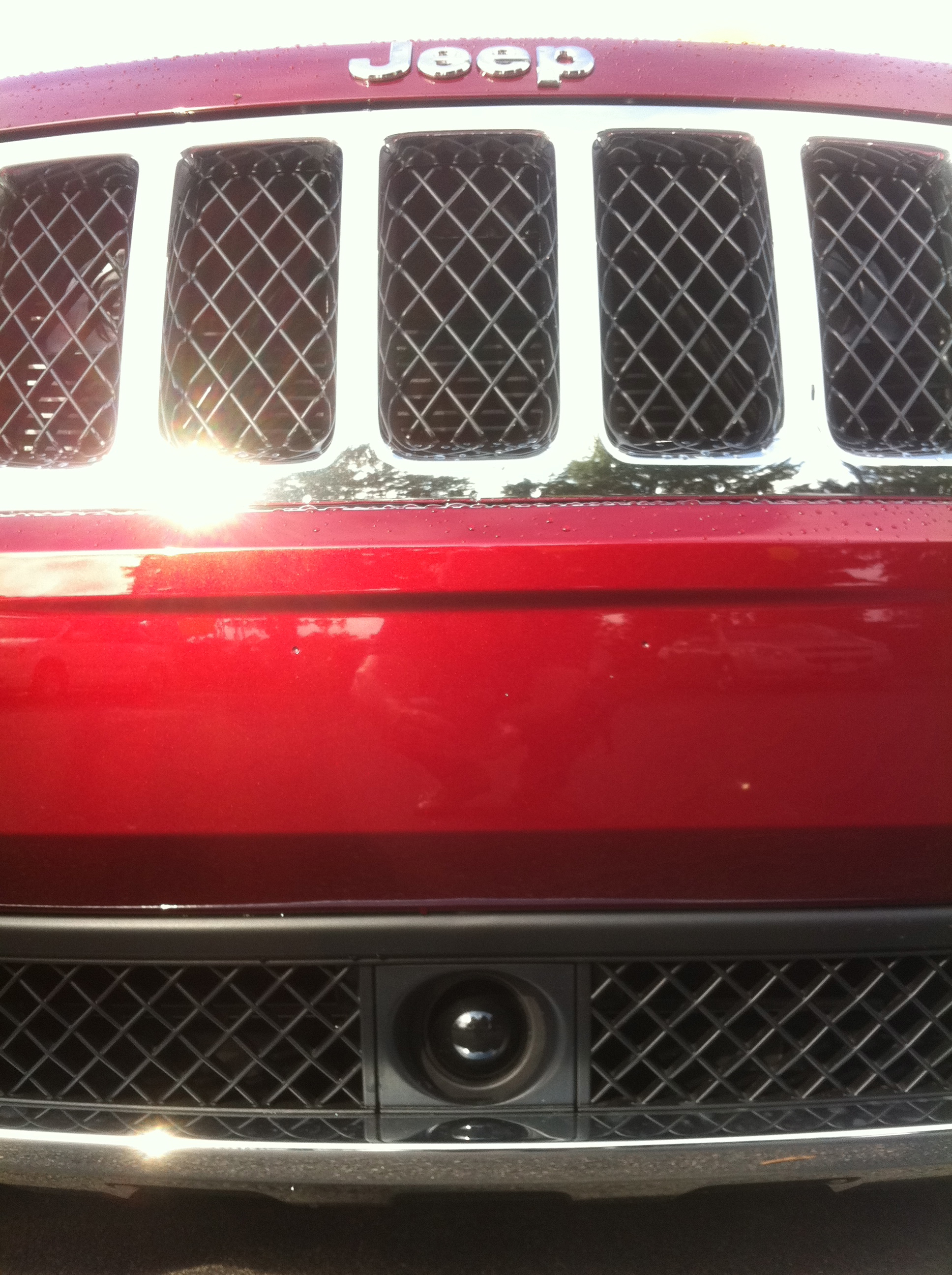
El sensor de radar de control de crucero adaptativo de Jeep localizado en el centro de la parrilla baja

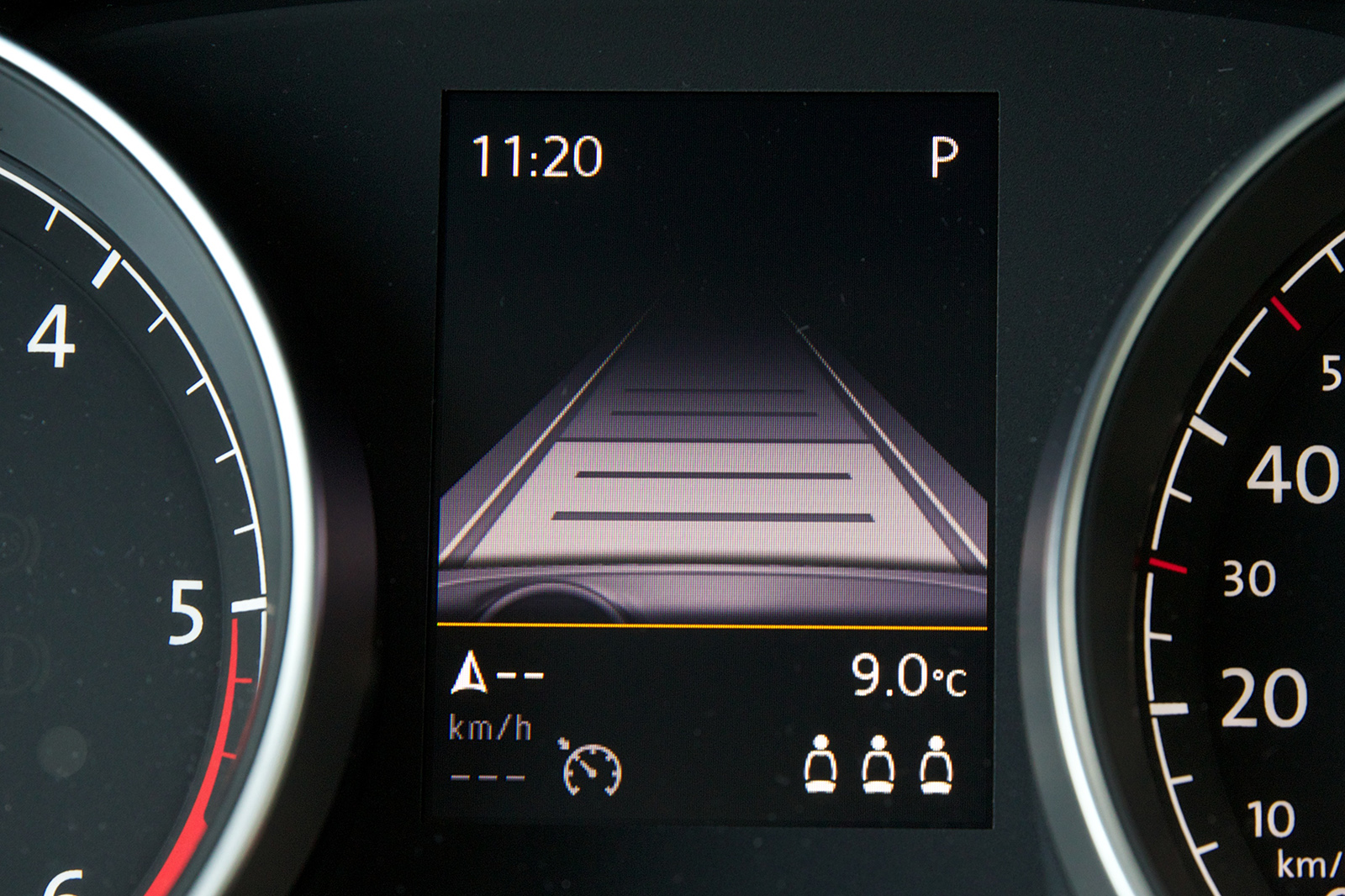
Control de crucero autónomo en un Volkswagen Golf VII

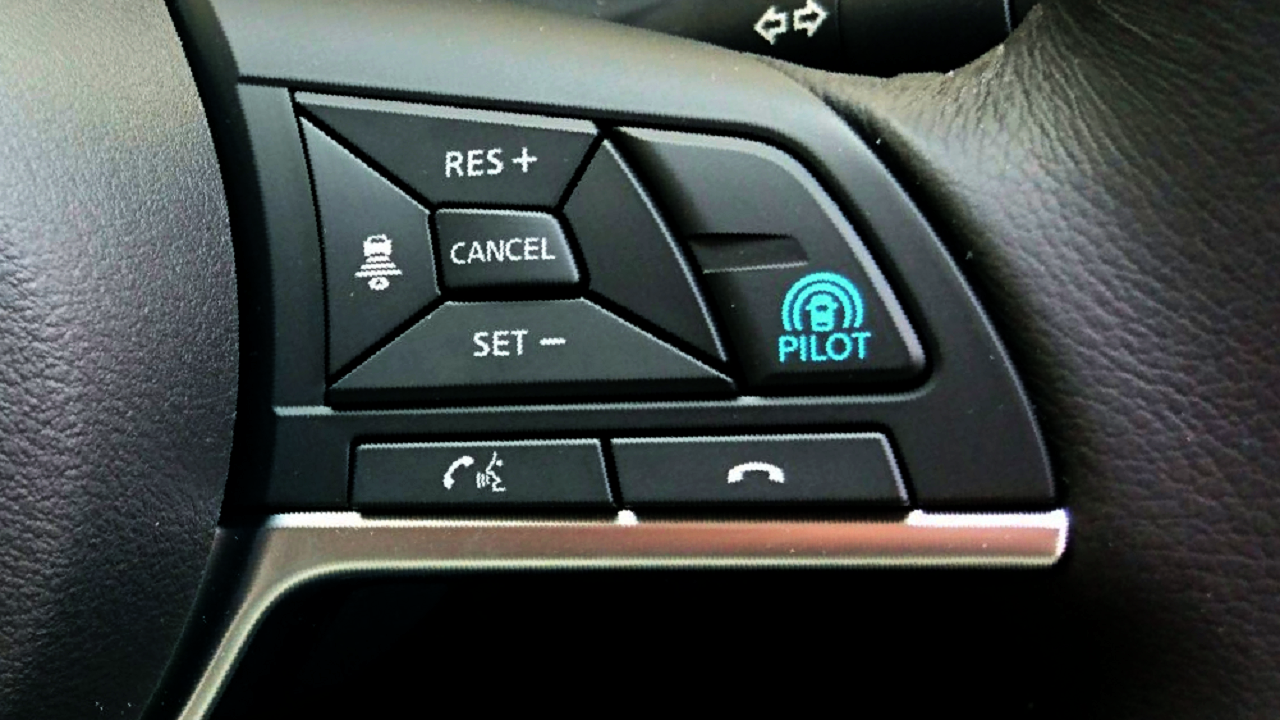
Intelligent Cruise Control (ICC)
SteeringSwitch(ProPilot)
en un Nissan Serena

Los sistemas basados en láser no detectan ni siguen vehículos en condiciones climáticas adversas o no siguen confiablemente vehículos sucios (y por lo tanto no reflectantes). Además sus sensores deben estar expuestos, el sensor (una caja negra bastante grande) típicamente se encuentra en la parrilla baja, desplazada hacia uno de los lados.
Los sensores basados en radar pueden ocultarse detrás de fascias plásticas, las fascias pueden verse diferentes de aquellas de un vehículo sin la función. Por ejemplo, Mercedes-Benz coloca el radar detrás de la parrilla superior en el centro y detrás de un panel de plástico sólido que tiene rejillas pintadas para simular la apariencia del resto de la parrilla. 
Los sistemas de radar sencillos son los más comunes. Los sistemas que involucran múltiples sensores usan dos sensores de hardware muy similares como el Audi A8 2010 o el Volkswagen Touareg 2010, o un radar central de rango largo acoplado con dos sensores de radar cortos colocados en las esquinas del vehículo como en los BMW Serie 5 y 6.
Un desarrollo más reciente es el sistema de visión computarizada binocular, tal como el presentado en el mercado estadounidense en el año 2013 por parte de Subaru. Estos sistemas tienen videocámaras en la parte frontal montadas en ambos lados de los retrovisores y usan procesamiento digital para extraer información de la profundidad del parallax entre la vista de dos cámaras.

### Sistemas de asistencia
El ACC basado en radar regularmente se vende junto con un sistema de frenado de emergencia, que advierte al conductor o entrega apoyo al frenado si hay un riesgo alto de un choque. Además en ciertos automóviles está incorporado con un asistente de mantenimiento de carril que entrega una asistencia a la dirección asistida para reducir la carga de la contribución de la dirección en curvas cuando el sistema de control de crucero está activado.

### Sistemas multisensoriales
Los sistemas con múltiples sensores pueden ejecutar fusión de datos para integrar la información y mejorar la seguridad y la experiencia de manejo. Los datos de GPS le pueden informar al sistema de las características geográficas, tales como una rampa de salida de la autopista. El sistema de cámaras puede notar el comportamiento de los conductores, como por ejemplo luces de freno o direccionales. Esto le puede ayudar al coche de atrás a interpretar la luz de giro en una salida como una situación en la que no se requiere desacelerar, pues el auto de enfrente saldrá. Los sistemas multisensoriales también pueden registrar los señalamientos de tráfico o no, por ejemplo, pasarse una luz roja mientras se sigue a un vehículo que cruzó antes de que la señal cambiase.

### Sistemas predictivos
Los sistemas predictivos modifican la velocidad del vehículo en base en predicciones sobre el comportamiento de otros vehículos. Estos sistemas pueden realizar ajustes más tempranos y moderados con respecto al comportamiento que se prevé, mejorando la seguridad y el confort del pasajero. Un ejemplo es para predecir la probabilidad de que un vehículo en el carril adyacente se mueva enfrente del vehículo controlado. Un sistema anticipa un cambio de carril hasta cinco segundos antes de que ocurra.